# Vormela
Vormela és un gènere de mamífers carnívors de la família dels mustèlids que conté una sola espècie vivent, el turó marbrat (V. peregusna), i diverses d'extintes. Aquest grup apareix en el registre fòssil durant el Vil·lafranquià (Miocè superior). El seu representant més antic conegut és V. petenyii, de Bulgària, que podria ser l'avantpassat del turó marbrat. V. beremendensis podria ser-ne un sinònim, una espècie a part o fins i tot una espècie d'un altre gènere. L'altre animal classificat en aquest gènere és V. prisca, de la Xina.